# 작은쥐사슴
작은쥐사슴 또는 작은말레이쥐사슴(Tragulus kanchil)은 작은사슴과에 속하는 우제류의 일종이다.

## 분포
동남아시아의 인도차이나반도, 미얀마(크라 지협), 브루나이, 캄보디아, 중화인민공화국(윈난성 남부), 인도네시아(칼리만탄, 수마트라섬과 주변 제도), 라오스, 말레이시아(말레이반도, 사라왁과 주변 제도), 싱가포르, 태국 그리고 베트남에 널리 분포한다.